# Capu Satului, Buzău
Capu Satului este un sat în comuna Odăile din județul Buzău, Muntenia, România. Se află în zona înaltă a Subcarpaților de Curbură.